# أماني الخلفاوي
أماني الخلفاوي (ولدت في 22 جانفي 1989) هي لاعبة جودو تونسية سابقة مختصة في وزن 63كغ.

## وصلات خارجية
- أماني الخلفاوي على موقع JudoInside.com (الإنجليزية)
- أماني الخلفاوي على موقع اللجنة الأولمبية الدولية (الإنجليزية)
- أماني الخلفاوي في JudoInside